# Peter Slovák
Peter Slovák (* 15. února 1961) je bývalý slovenský fotbalista, záložník.

## Fotbalová kariéra
V československé lize hrál za Spartak Trnava. Nastoupil ve 21 ligových utkáních a dal 1 gól. Ve druhé nejvyšší soutěži hrál za Iskru Matador Bratislava, nastoupil v 77 utkáních a dal 10 gólů.

## Ligová bilance
| Ročník                                      | Zápasy | Góly | Klub                     |
| ------------------------------------------- | ------ | ---- | ------------------------ |
| 1. slovenská národní fotbalová liga 1981/82 | 27     | 4    | Iskra Matador Bratislava |
| 1. slovenská národní fotbalová liga 1982/83 | 27     | 4    | Iskra Matador Bratislava |
| 1. slovenská národní fotbalová liga 1983/84 | 23     | 2    | Iskra Matador Bratislava |
| 1. československá fotbalová liga 1986/87    | 12     | 1    | Spartak Trnava           |
| 1. československá fotbalová liga 1987/88    | 9      | 0    | Spartak Trnava           |
| CELKEM                                      | 21     | 1    |                          |